# Nawal El Moutawakel
Nawal El Moutawakel (n. 15 aprilie 1962, Casablanca, Casablanca-Settat⁠(d), Maroc) este o fostă atletă marocană, specializată în proba de 400 m garduri.

## Carieră
Când proba feminină de 400 m garduri a fost organizată pentru prima dată la Campionatele Mondiale din 1983, Nawal El Moutawakel a fost eliminată în semifinale. Anul următor la Jocurile Olimpice de la Los Angeles, a obținut o victorie surprinzătoare cu un timp record personal, devenind prima campioană olimpică marocană în fața americancei Judi Brown și a româncei Cristieana Cojocaru.
Nawal El Moutawakel a fost, de asemenea, prima atletă africană și prima atletă islamică care a câștigat o medalie olimpică de aur. În plus a câștigat titluri la Jocurile Mediteraneene (1983, 1987), Universiada (1987), Campionatele Africane (1982, 1984, 1985) și Campionatele Maghrebului (1983).
După retragerea sa din sport ea a făcut parte din consiliul IAAF din 1995. În 1998 a devenit membru al CIO și a fost numită membru al Comitetului Executiv în 2008, iar ulterior a îndeplinit un mandat de vicepreședinte al CIO. Ea a fost, de asemenea, secretar de stat secretar de stat la ministerul marocan al tineretului și sportului în perioada 1997-1998, iar între 2007 și 2007 a ocupat funcția de ministru al tineretului și sportului.

## Realizări
| An   | Competiție          | Locație                    | Loc | Eveniment     | Note    |
| ---- | ------------------- | -------------------------- | --- | ------------- | ------- |
| 1981 | Universiada         | București, România         | 15  | 100 m         | 12,18   |
| 1981 | Universiada         | București, România         | 16  | 200 m         | 24,23   |
| 1982 | Campionatul African | Cairo, Egipt               | 2   | 100 m         | 11,7    |
| 1982 | Campionatul African | Cairo, Egipt               | 1   | 100 m garduri | 13,8    |
| 1982 | Campionatul African | Cairo, Egipt               | 1   | 400 m garduri | 58,42   |
| 1982 | Campionatul African | Cairo, Egipt               | 3   | 4×400 m       | 3:47,40 |
| 1983 | Universiada         | Edmonton, Canada           | –   | 400 m garduri | DS      |
| 1983 | Campionatul Mondial | Helsinki, Finlanda         | 33  | 100 m garduri | 14,85   |
| 1983 | Campionatul Mondial | Helsinki, Finlanda         | 12  | 400 m garduri | 57,10   |
| 1984 | Campionatul African | Rabat, Maroc               | 1   | 200 m         | 23,93   |
| 1984 | Campionatul African | Rabat, Maroc               | 1   | 400 m garduri | 56,01   |
| 1984 | Campionatul African | Rabat, Maroc               | 3   | 4×400 m       | 3:54,41 |
| 1984 | Jocurile Olimpice   | Los Angeles, Statele Unite | 1   | 400 m garduri | 54,61   |
| 1985 | Campionatul African | Cairo, Egipt               | 1   | 400 m garduri | 56,00   |
| 1985 | Universiada         | Kobe, Japonia              | 3   | 400 m garduri | 55,59   |
| 1987 | Universiada         | Zagreb, Iugoslavia         | 1   | 400 m garduri | 55,21   |
| 1987 | Campionatul Mondial | Roma, Italia               | 18  | 400 m garduri | 57,21   |

## Legături externe
- Materiale media legate de Nawal El Moutawakel la Wikimedia Commons
- en Nawal El Moutawakel la World Athletics
- en Nawal El Moutawakel la Olympedia.org
- en  Nawal El Moutawakel” la athleticspodium.com